# Мёрдок, Нэнси
Нэ́нси Мёрдок (англ. Nancy Murdoch; в замужестве Нэ́нси Смит, англ. Nancy Smith; 17 октября 1969, Дамфрис, Шотландия) — шотландская кёрлингистка и тренер по кёрлингу.
Как тренер национальных сборных, в числе прочего тренер женской сборной Великобритании на зимних Олимпийских играх 2010.
Играла на позиции третьего.

## Достижения
- Чемпионат Шотландии по кёрлингу среди женщин: золото (2001).
- Чемпионат Шотландии по кёрлингу среди смешанных команд: серебро (2003), бронза (2024).

## Команды
| Сезон                                                 | Четвёртый    | Третий       | Второй          | Первый       | Запасной                             | Турниры                      |
| ----------------------------------------------------- | ------------ | ------------ | --------------- | ------------ | ------------------------------------ | ---------------------------- |
| 2000—01                                               | Джулия Эварт | Хизер Байерс | Нэнси Мёрдок    | Линн Кэмерон | Эдит Лаудон (ЧМ) тренер: Moray Combe | ЧШЖ 2001 · ЧМ 2001 (4 место) |
| Кёрлинг среди смешанных команд (mixed curling, микст) |              |              |                 |              |                                      |                              |
| 2003                                                  | Брайан Бинни | Клэр Милн    | Рональд Брюстер | Нэнси Мёрдок |                                      | ЧШСК 2003                    |
| 2023—24                                               | Дэвид Рид    | Fiona Reid   | Alan Smith      | Нэнси Смит   |                                      | ЧШСК 2024                    |

(скипы выделены полужирным шрифтом)

## Результаты как тренера национальных сборных
| Год  | Турнир                                                          | Сборная                                | Место |
| ---- | --------------------------------------------------------------- | -------------------------------------- | ----- |
| 2000 | Чемпионат мира по кёрлингу среди юниоров 2000                   | Шотландия (юниоры жен.)                | 6     |
| 2005 | Зимний европейский юношеский Олимпийский фестиваль 2005         | Великобритания (юниоры жен.)           | 3     |
| 2006 | Чемпионат мира по кёрлингу среди юниоров 2006                   | Шотландия (юниоры жен.)                | 7     |
| 2009 | Чемпионат Европы по кёрлингу 2009                               | Шотландия (женщины)                    | 6     |
| 2010 | Зимние Олимпийские игры 2010                                    | Великобритания (женщины)               | 7     |
| 2010 | Чемпионат мира по кёрлингу среди женщин 2010                    | Шотландия (женщины)                    | 2     |
| 2018 | Чемпионат мира по кёрлингу среди женщин 2018                    | Шотландия (женщины)                    | 9     |
| 2019 | Чемпионат мира по кёрлингу среди смешанных пар 2019             | Шотландия (смешанная пара)             | 9     |
| 2019 | Чемпионат Европы по кёрлингу 2019                               | Шотландия (женщины)                    | 2     |
| 2020 | Чемпионат мира по кёрлингу среди юниоров 2020                   | Шотландия (юниоры муж.)                | 3     |
| 2022 | Чемпионат мира по кёрлингу среди женщин 2022                    | Шотландия (женщины)                    | DNF   |
| 2022 | Чемпионат мира по кёрлингу на колясках среди смешанных пар 2022 | Шотландия (смешанная пара на колясках) | 14    |
| 2022 | Чемпионат Европы по кёрлингу 2022                               | Шотландия (женщины)                    | 3     |
| 2023 | Чемпионат мира по кёрлингу среди женщин 2023                    | Шотландия (женщины)                    | 12    |

## Частная жизнь
Из семьи известных шотландских кёрлингистов. Её младший брат — Дэвид Мёрдок, чемпион мира и Европы. Её средний брат — Нил Мёрдок, чемпион Европы и Шотландии, участник чемпионатов мира. Их отец, Мэттью «Мэтт» Мёрдок (англ. Matthew «Matt» Murdoch) — трёхкратный чемпион Шотландии, бывший президент Ассоциации кёрлинга Шотландии («Королевский шотландский клуб кёрлинга», англ. Royal Caledonian Curling Club), скончался в 2014, через 12 дней после того как болел на трибуне за своего сына Дэвида, когда их команда выиграла серебряные медали в финале мужского кёрлинг-турнира на зимних Олимпийских играх 2014.
Нэнси работает в Ассоциации кёрлинга Великобритании (англ. British Curling) и Ассоциации кёрлинга Шотландии национальным тренером сборных. Также является руководителем благотворительного фонда имени её отца Мэтта (The Matt Murdoch Curling Foundation); задача фонда — поддержка молодых шотландских кёрлингистов, помощь в развитии их мастерства до мирового уровня.